# NVI F.K.34

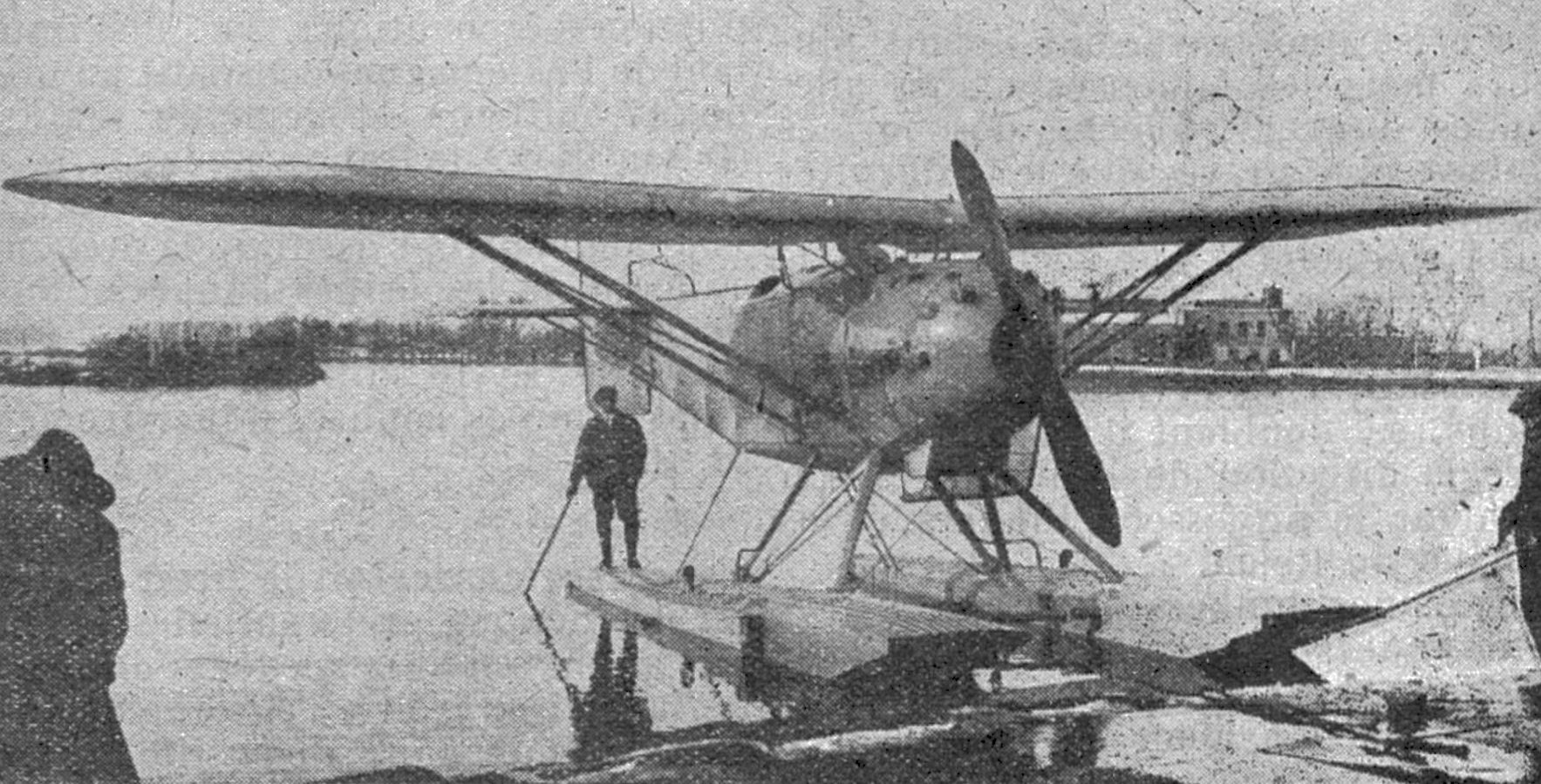
NVI F.K.34 (1926)

De NVI F.K.34 was een hoogdekker militair watervliegtuig, gebouwd door de Nationale Vliegtuig Industrie. Het driezitter verkenningsvliegtuig, ontworpen door Frits Koolhoven, maakte zijn eerste vlucht in oktober 1925.
Het F.K.34 watervliegtuig is in 1925 uitgebreid getest door de Nederlandse Marine. Na twee ongevallen veroorzaakt door het bezwijken van de drijvers in het onderstel, volgden er echter geen orders. Het toestel is later gedemonteerd.

## Specificaties
- Type: NVI F.K.34

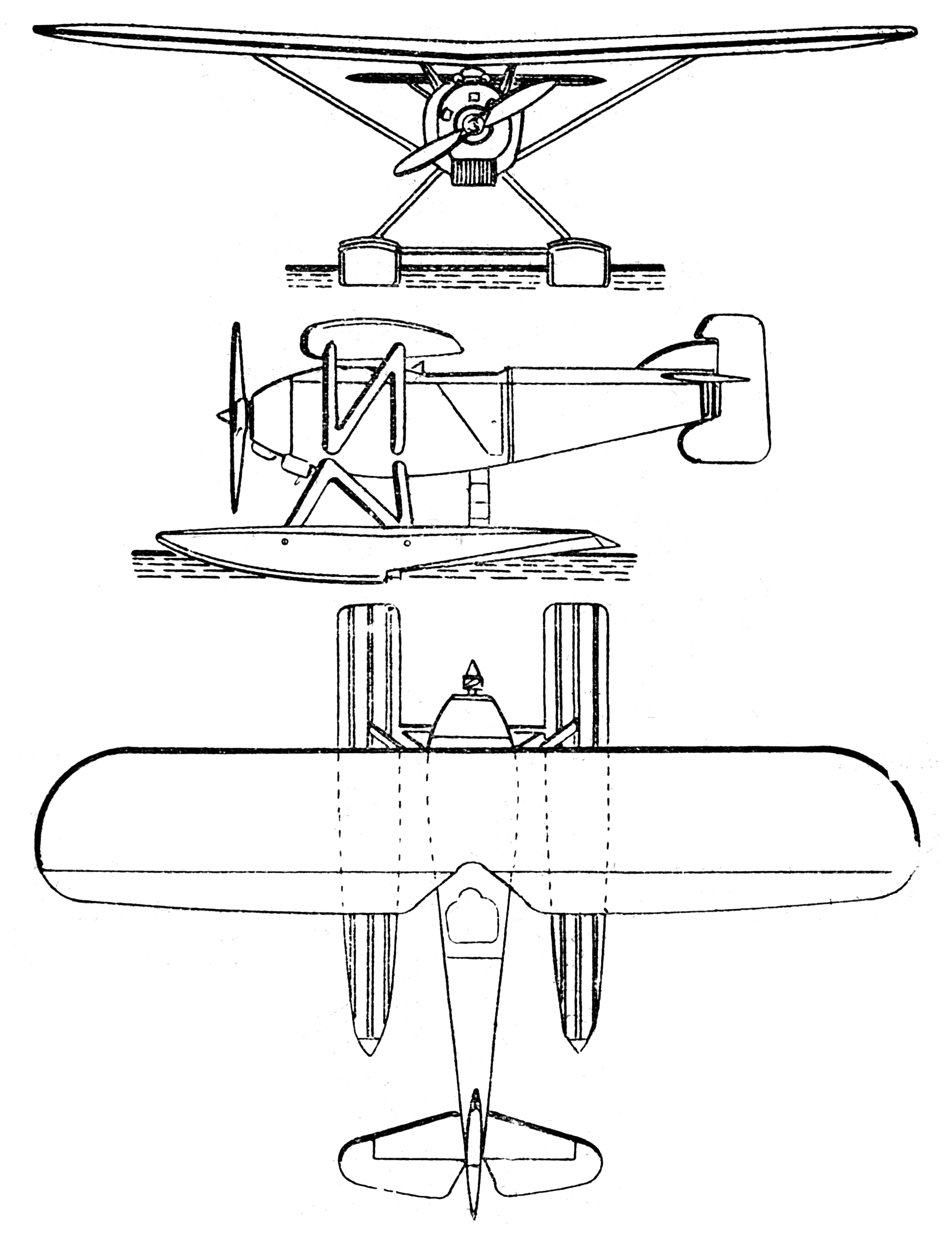
NVI F.K.34 tekening

- Fabriek: Nationale Vliegtuig Industrie
- Rol: Verkenner
- Bemanning: 3
- Lengte: 9,30 m
- Spanwijdte: 13,00 m
- Maximum gewicht: 2500 kg
- Motor: 1 × Hispano Suiza 12G watergekoelde twaalfcilinder in W-opstelling, 390 kW (520 pk)
- Propeller: tweeblads
- Eerste vlucht: 31 oktober 1925
- Aantal gebouwd: 1

Prestaties
- Maximumsnelheid: 204 km/u